# Patrick Gretsch
Patrick Gretsch (Erfurt, 7 aprile 1987) è un ex ciclista su strada e pistard tedesco, professionista dal 2010 al 2016, specialista delle prove a cronometro.

## Palmarès

### Strada
- 2004 (Juniores)

Campionati del mondo juniores, Prova a cronometro
Campionati tedeschi, Prova a cronometro Juniores
2ª tappa Niedersachsen-Rundfahrt Junioren
2ª tappa Münsterland Giro Junioren
- 2005 (Juniores)

Campionati tedeschi, Prova a cronometro Juniores
Prologo Coupe du Président de la Ville de Grudziądz
3ª tappa Corsa della Pace Juniores
3ª tappa Trofeo Karlsberg
3ª tappa Sint-Martinusprijs Kontich
2ª tappa Münsterland Giro Junioren
- 2008

5ª tappa Internationale Thüringen Rundfahrt
Classifica generale Internationale Thüringen Rundfahrt
- 2011

Prologo Ster ZLM Toer
Prologo USA Pro Cycling Challenge
- 2012

Prologo Vuelta a Andalucía

### Pista
- 2009

Campionati tedeschi, Inseguimento individuale

## Piazzamenti

### Grandi Giri
- Giro d'Italia

2011: 138º
2013: 69º
2014: 95º
2015: 94º
2016: ritirato (13ª tappa)
- Tour de France

2012: 141º
- Vuelta a España

2014: 126º

### Classiche monumento
- Milano-Sanremo

2014: ritirato
2015: ritirato
2016: 150º
- Liegi-Bastogne-Liegi

2013: ritirato

### Competizioni mondiali
- Campionati del mondo su strada

Verona 2004 - Cronometro Juniors: vincitore
Varese 2008 - Cronometro Under-23: 2º
Mendrisio 2009 - Cronometro Under-23: 3º
Mendrisio 2009 - In linea Under-23: ritirato
Limburgo 2012 - Cronosquadre: 18º
Limburgo 2012 - Cronometro Elite: 27º
Toscana 2013 - Cronometro Elite: 38º
- Campionati del mondo su pista

Los Angeles 2004 - Inseguimento a squadre Juniors: 2º
Los Angeles 2004 - Inseguimento individuale Juniors: 3º
Pruszków 2009 - Inseguimento individuale: 8º
Pruszków 2009 - Inseguimento a squadre: 6º
Ballerup 2010 - Inseguimento individuale: 11º
Ballerup 2010 - Inseguimento a squadre: 10º